# 연쇄상구균
사슬알균(학명: Streptococcus, 연쇄구균, 스트렙토코쿠스, 연쇄상구균)은 유산균목 연쇄상구균과 연쇄상구균속에 속하는 그람 양성균의 총칭이다. 포도상구균과는 대조적으로 하나의 축을 따라 세포 분열이 일어나 마치 사슬과 같이 군체가 성장한다 하여 연쇄(連鎖)라는 이름이 붙여졌다.
1877년 빈의 외과의인 테오도르 빌로트(1829~1894)가 '쉽게 꼬인다'는 뜻의 접두사 "strepto-"(고대 그리스어: στρεπτός, streptós)와 '포도'라는 뜻의 접미사 "-coccus"(라틴어: Coccus)를 합쳐 명명하였다.
대부분의 연쇄상구균은 산화 효소를 만들지 못하며 카탈레이스 역시 만들지 못한다. 대부분 산소가 없는 조건에서도 살아갈 수 있는 조건혐기성 미생물이다.
1984년에 연쇄상구균으로부터 장내구균과 유산구균속이 분리되었다. 현재 연쇄상구균속에는 50종이 넘는 세균이 존재한다. 인간의 침샘에서 미생물군유전체의 일부로 발견된다.

## 병리학과 분류
일부 종은 연쇄상구균 인두염을 비롯하여 결막염, 수막염, 세균성 폐렴, 심장내막염, 단독, 괴사성 근막염 등을 일으킨다. 그러나 대부분의 연쇄상구균종은 질병을 일으키지 않으며 인간의 구강, 피부, 위장, 기도 상부 등에서 편리 공생적 미생물총을 형성한다. 에멘탈 치즈를 만드는데 필요한 재료가 되어주기도 한다.
용혈성을 가지고 균주들을 분류하기도 한다. 알파용혈을 일으키는 종은 적혈구의 헤모글로빈을 산화시켜 혈액한천배지에 녹색 얼룩을 만든다. 베타용혈을 일으키는 종은 주변의 혈액세포들을 파괴함으로써 혈액한천배지를 파열시킨다. 감마용혈을 일으키는 종은 용혈을 일으키지 않는다.
베타용혈성 연쇄상구균은 이후 랭스필드(Lancefield) 분류법으로 더 자세히 나뉘는데, 이 때 세포벽의 탄소화물을 가지고 혈청학적으로 더욱 자세하게 분류한다. 이렇게 분류된 세균들은 A에서 W까지 I와 J를 제외하고 총 21개의 알파벳을 따라 명명된다. 이 분류법은 록펠러 대학교의 레베카 랭스필드가 개발하였다. 알파용혈성 연쇄상구균은 랭스필드성 항원을 보유하지 않는다.
의료계에서 가장 중요한 균종은 알파용혈성 연쇄상구균에서 폐렴 연쇄상구균과 녹색연쇄상구균, 베타용혈성 연쇄상구균에서 A군과 B군이다. 베타용혈성 연쇄상구균 A군은 독성 쇼크 증후군, 폐렴, 괴사성 근막염, 균혈증 등을 일으키는데 이로 인해 전세계적으로 매년 50만명 이상의 사람이 사망한다.

## 분자적 분류계통

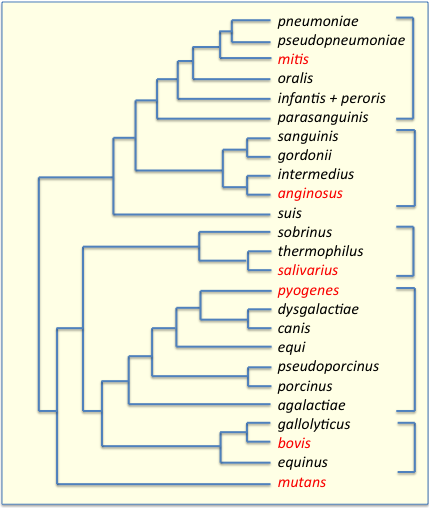
연쇄상구균속에 속하는 종들의 계통도. 16S
16S groups are indicated by brackets and their key members are highlighted in red.

16S 리보솜 RNA에 대한 DNA 서열을 기준으로 S. anginosus, S.bovis, S. mitis, S. mutans, S. pyogenes, S. salivarius의 6개 군으로 분류한다. 이 분류법을 통해 구분한 경우와 실제 서열을 통해 계통도를 분석한 경우가 상당히 일치한다. 폐렴 연쇄상구균과 화농성연쇄상구균은 각각 S. mitis, S. pyogenes군에 속한다. 충치를 일으키는 충치균은 독자적인 군인 Streptococcus mutans를 형성한다.

## 유전체학

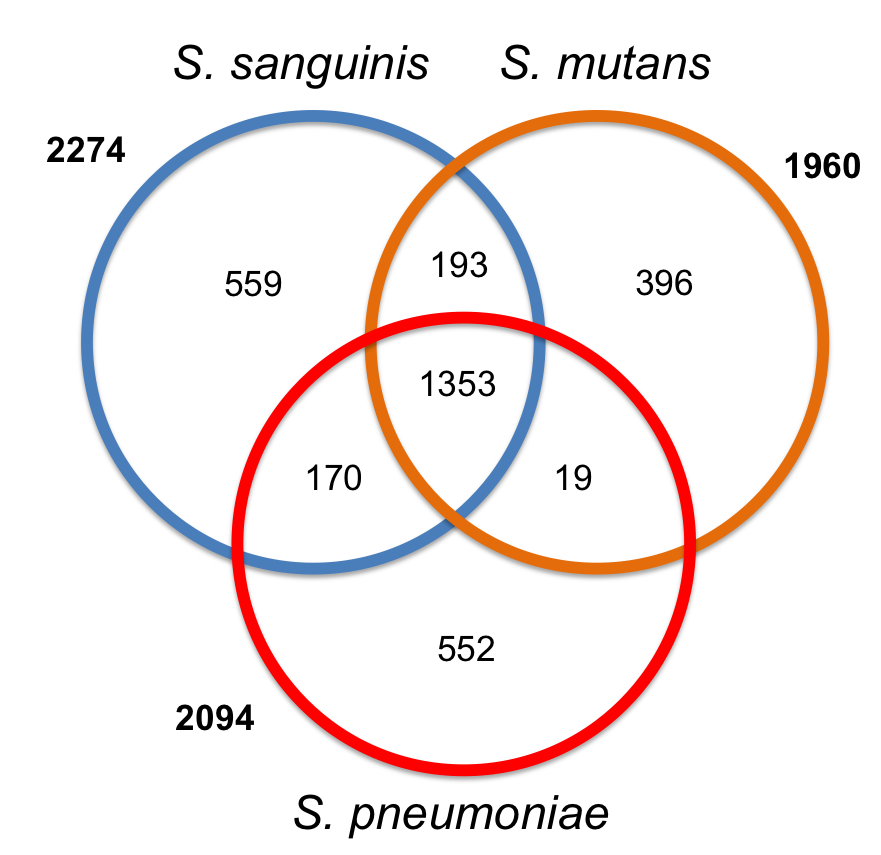
Streptococcus sanguinis, S. mutans, S. pneumoniae의 유전체의 일치도

수백 종류의 연쇄상구균 유전체 서열이 분석되었다. 대부분 1.8~2.3 Mb의 유전체를 가지며 1,700에서 2,300개의 단백질을 암호화한다. 이들 중 아래 표에 명시한 것들이 특기할만한데, 이들은 평균적으로 단백질 서열의 70%가 일치한다.
| 특징             | S. pyogenes | S. agalactiae | S. pneumoniae | S. mutans |
| ---------------- | ----------- | ------------- | ------------- | --------- |
| 염기쌍           | 1,852,442   | 2,211,488     | 2,160,837     | 2,030,921 |
| 오픈 리딩 프레임 | 1792        | 2118          | 2236          | 1963      |
| 프로파지         | yes         | no            | no            | no        |

## 박테리오파지
연쇄상구균 역시 박테리오파지로 인한 피해를 입는다. 폐렴 연쇄상구균에서만 18개의 프로파지가 검출되었으며, 38~41kb의 크기에 42~66개의 유전자를 암호화하는 것으로 알려져있다. 처음으로 알려진 연쇄상구균 파지에는 Dp-1와 ω1이 유명하다. 1981년에는 Cp-1이 발견되어 Cp족이라는 별도의 분류에 들어갔다. 이들은 폐렴 연쇄상구균 뿐 아니라 S. mitis도 감염시킨다. 연쇄상구균 파지의 숙주 범위에 대한 조직적인 연구는 아직 이루어지지 않았다.

## 하위 종
| - 스트렙토코커스 아갈락티아(S. agalactiae) - S. anginosus - S. bovis - S. canis - S. constellatus - S. downei - S. dysgalactiae - S. equinus - S. ferus - S. infantarius - S. iniae - S. intermedius | - S. lactarius - S. milleri - S. mitis - 충치균 (S. mutans) - S. oralis - S. orisratti - S. parasanguinis - S. peroris - 폐렴연쇄상구균 (S. pneumoniae) - S. pseudopneumoniae - 화농성연쇄상구균 (S. pyogenes) - S. ratti | - S. salivarius - S. tigurinus - S. thermophilus - S. sanguinis - S. sobrinus - S. suis - S. uberis - S. vestibularis - S. viridans - S. zooepidemicus |

## 같이 보기
- 연쇄상구균 인두염